# أنيتا ستيوارت (كاتبة)
أنيتا ستيوارت هي كاتِبة كندية، ولدت في 2 يوليو 1947.